# Joseph B. Keller
Joseph Bishop Keller (Paterson, Nueva Jersey; 31 de julio de 1923-Palo Alto, California, 7 de septiembre de 2016) fue un matemático estadounidense que se especializó en matemática aplicada. Es más conocido por su trabajo en la teoría de difracción geométrica.
Obtuvo su doctorado en 1948 de la Universidad de Nueva York bajo la supervisión de Richard Courant. Fue profesor de matemáticas en el Instituto Courant en la Universidad de Nueva York hasta 1979. Entonces fue profesor de matemáticas e ingeniería mecánica en la Universidad de Stanford hasta 1993, cuando se convirtió en profesor emérito.
Trabajó en la aplicación de las matemáticas en los problemas de ciencia e ingeniería, como propagación de ondas. Contribuyó al método Einstein-Brillouin-Keller para evaluar eigenvalores en sistemas de mecánica cuántica.
En 1988 fue galardonado con la Medalla Nacional de Ciencia de los Estados Unidos, y en 1997 fue galardonado con el Premio Wolf, de la Fundación Wolf establecida en Israel. En 1996, fue galardonado con el Premio Nemmers en Matemáticas.